# Solidaritetens stjärnorden
Solidaritetens stjärnorden (italienska: Ordine della Stella della Solidarità italiana), är en italiensk orden instiftad 1947 av den första presidenten i den italienska republiken, Enrico De Nicola. Orden erkänner civila och militära utlandsstationerade eller utlänningar som gjort ett enastående bidrag till återuppbyggnaden av Italien efter andra världskriget.
Insignien, som ändrades 2001, bär inskriften Solidarietà Italiana och omsluter en avbildning av den barmhärtige samariten.
År 2011 reformerades orden och bytte namn till Ordine della Stella d'Italia d.v.s. Italienska Stjärnorden.
De tre graderna med motsvarande släpspänne är som följer (med antal till december 2006):
| Släpspänne (1947-2001) | Släpspänne (sedan 2001) | Klass (svenska)         | Fullständig titel på italienska                                      | Utdelade |
| ---------------------- | ----------------------- | ----------------------- | -------------------------------------------------------------------- | -------- |
|                        |                         | 1:a klass / Storofficer | Grande Ufficiale dell'Ordine della Stella della solidarietà italiana | 643      |
|                        |                         | 2:a klass / Kommendör   | Commendatore dell'Ordine della Stella della solidarietà italiana     | 3 415    |
|                        |                         | 3:e klass / Riddare     | Cavaliere dell'Ordine della Stella della solidarietà italiana        | 6 507    |

Orden utdelas genom dekret av republikens president, ordens stormästare, på rekommendation av utrikesministern. År 2011 reformerades orden till Italienska stjärnorden av president Giorgio Napolitano. Tyngdpunkten av den reformerade orden har skiftat från återuppbyggnaden efter kriget till att bevarandet och främjandet av den nationella prestigen i utlandet för att främja vänskapliga förbindelser och samarbete med andra länder och band med Italien.